# Otto Euler
Otto Euler (* 6. Juni 1835 in Opladen; † 26. Januar 1925 in Düsseldorf) war Advokat, Geheimer Justizrat, Stadtverordneter und Mitglied des Stadtparlaments Düsseldorf. In seinen letzten Jahren war er Führer der Zentrumspartei.

## Leben
Otto Euler wurde als Sohn des Notars und Politikers Joseph Euler (1804–1886) und dessen Frau Antonie geb. Blin (* 1812) geboren.
Ab 1843, seinem achten Lebensjahr, besuchte er das Düsseldorfer Gymnasium. Nach dem Abitur studierte er in Bonn und Heidelberg Jura, und bereitete sich in Berlin auf das Auskultator-Examen vor. Neben dem juristischen Studium widmete sich Otto Euler auch dem Studium der Kunstgeschichte und der Geschichte der Philosophie.
Nach erfolgreich bestandenem Referendar-Examen, der großen juristischen Staatsprüfung und dem Assessor-Examen ließ sich Otto Euler als Advokat am Landgericht Düsseldorf nieder. Sehr schnell hatte sich Otto Euler durch seine klaren und sachlichen Vorträge vor Gericht etabliert. Bis 1892 arbeitete er ununterbrochen als Rechtsanwalt. Um 1890 wurde Otto Euler mit Wohnsitz im Haus Klosterstraße 20 als Justizrat, Rechtsanwalt und Stadtverordneter im Adressbuch der Oberbürgermeisterei Düsseldorf geführt.
Otto Euler war kommunalpolitisch aktiv. Er trat während des Kulturkampfs unerschrocken für seine Überzeugungen ein. 1878 wurde er zum Stadtverordneten in Düsseldorf gewählt. Von 1879 bis 1908 war er Mitglied des Düsseldorfer Stadtparlaments. In den letzten Jahren war er der Führer der Zentrumspartei. In dieser Eigenschaft errang er auch die Wertschätzung seiner Gegner.
Er setzte sich für das Wohl Düsseldorfs ein; so trat er energisch für den Ausbau der Anlagen des Hofgartens ein und war auch maßgeblich an der Offenlegung vieler bedeutender Düsseldorfer Straßen beteiligt. Auch sozial war Otto Euler engagiert. Er war Mitglied der Vinzenzgemeinschaft und Vorsitzender der Vinzenz-Konferenz und lernte so die Nöte der Armen kennen, die er zu lindern half. Außerdem war er zeitweise Direktor der Gesellschaft für überseeischen Transport und Mitglied des Aufsichtsrats bei der Köln-Düsseldorfer Dampfschifffahrtsgesellschaft. Viele Jahre war er auch Syndikus der Genossenschaft des Rheinischen Ritterbürtigen Adels und lernte in dieser Eigenschaft viele bedeutende Zeitgenossen wie z. B. General Walter von Loë und Schlosshauptmann August von Spee kennen. Zu erwähnen ist auch Otto Eulers Einsatz als langjähriger Vorsitzender in der kirchlichen Gemeindevertretung der Pfarre St. Mariä Empfängnis.
Aber nicht nur seinem Beruf galt sein Engagement, wie sein Vater Joseph Euler war er kulturellen und künstlerischen Belangen gegenüber sehr aufgeschlossen. Das kunstsinnige Elternhaus, die Ehe mit Marie Henriette geb. Bendemann sowie die Freundschaft mit den Malern Ernst Deger, Franz Ittenbach, Karl und Andreas Müller führten Otto Euler in das Milieu der Düsseldorfer Malerschule. Auf dem Gut seines Vaters, dem „Eulerhof“ in Flingern wurde bei Gesellschaften viel musiziert. Ein häufiger Gast war der Komponist Ferdinand Hiller aus Köln. Zudem war Otto Euler Mitglied des Verwaltungsrats und Vorstands der Kunsthalle Düsseldorf, Mitglied der Finanzkommission, der Kuratorien der Städtischen höheren Unterrichtsanstalten, der Aders-Tönnies-Stipendienstiftung zur Förderung begabter Kinder, des Verwaltungsrats des Städtischen Galerievereins, des Kuratoriums des Städtischen Musikvereins und des Kuratoriums für die Volksbibliotheken.
Otto Eulers Verdienste wurden u. a. durch die Verleihung des Ehrentitels Geheimer Justizrat (1888), die Verleihung des Roten Adlerordens 3. Klasse (1892) und die Verleihung des Königlichen Kronen-Ordens (1905) gewürdigt. Außerdem zeichnete ihn der Papst durch die Verleihung des Kommandeurkreuzes des Gregoriusordens aus.
Am 26. Januar 1925 verstarb Otto Euler, fast 90-jährig, in Düsseldorf.

## Familie
Seine Liebe zur Kunst wurde auch durch seine Ehe mit Marie Henriette Bendemann (* 20. Juni 1841) unterstrichen. Ihr Vater war der Maler Eduard Bendemann, Direktor der Kunstakademie Düsseldorf, ihre Mutter Lida Schadow war eine Tochter von Johann Gottfried Schadow.
Mit Marie Henriette hatte Otto Euler drei Kinder: Eduard (1867–1931), Maria (* 22. Mai 1870) und Johannes (* 2. Januar 1874). Kurz nach der Geburt des Sohnes Johannes verstarb Marie Henriette am 16. Januar 1874. Eduard Euler widmete sich der Kunst und wurde Landschaftsmaler, gehörte zeitweise der Worpsweder Künstlerkolonie an, bevor er sich in Düsseldorf niederließ. Maria Euler trat nach dem Tod ihres Vaters, den sie betreut hatte, der Genossenschaft der Töchter vom Heiligen Kreuz bei. Am 22. April 1927 legte sie als Schwester Ignatia Loyola die Ordensgelübde ab. Johannes Euler studierte Theologie und wurde Pfarrer.
Nach der Familie Euler wurde die Eulerstraße in Düsseldorf-Pempelfort benannt.